# Louis-Guy de Guérapin de Vauréal

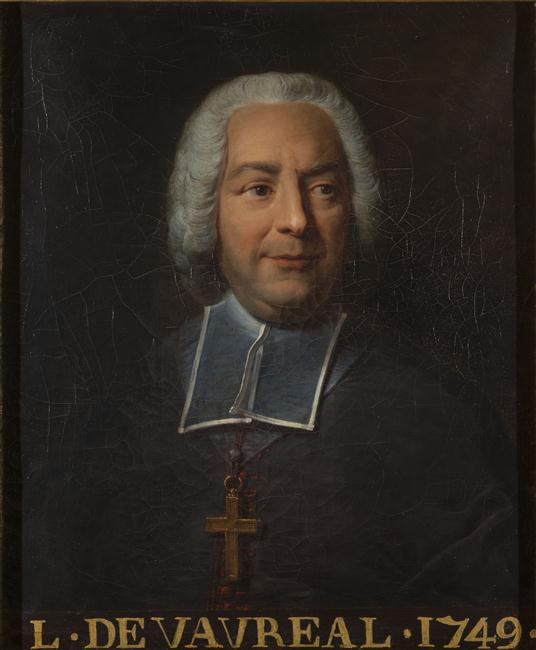
Louis-Guy de Guérapin de Vauréal

Louis-Guy de Guérapin de Vauréal (auch: Abbé de Vauréal; * 3. Januar 1688 in Brienne-la-Vieille; † 17. Juni 1760 in Magny-Cours) war ein französischer römisch-katholischer Bischof, Kommendatarabt, Diplomat und Mitglied der Académie française.

## Leben und Werk
Louis-Guy de Guérapin de Vauréal wurde zum Doktor der Theologie promoviert und 1714 zum Priester geweiht. Ab 1718 war er am Königshof als Maître de l’oratoire du roi für die nicht gesungenen Messen zuständig, ab 1732 als Maître de la chapelle-musique du roi für die feierlich gesungenen. Als Generalvikar im Bistum Meaux (unter Bischof Henri Pons de Thiard de Bissy) wurde er 1732 zum Bischof von Rennes ernannt, hielt sich aber viel am Hof auf. Von 1741 bis 1749 diente er als Botschafter Frankreichs in Spanien. Er erwarb sich das Vertrauen von Philipp V. und wurde 1745 zum Granden erster Klasse ernannt. 1749 wurde er in die Académie française (Sitz Nr. 23) gewählt. 1759 trat er von seinem Bischofsamt zurück und ließ sich in Nevers nieder. Er starb auf einer Reise im Alter von 72 Jahren.

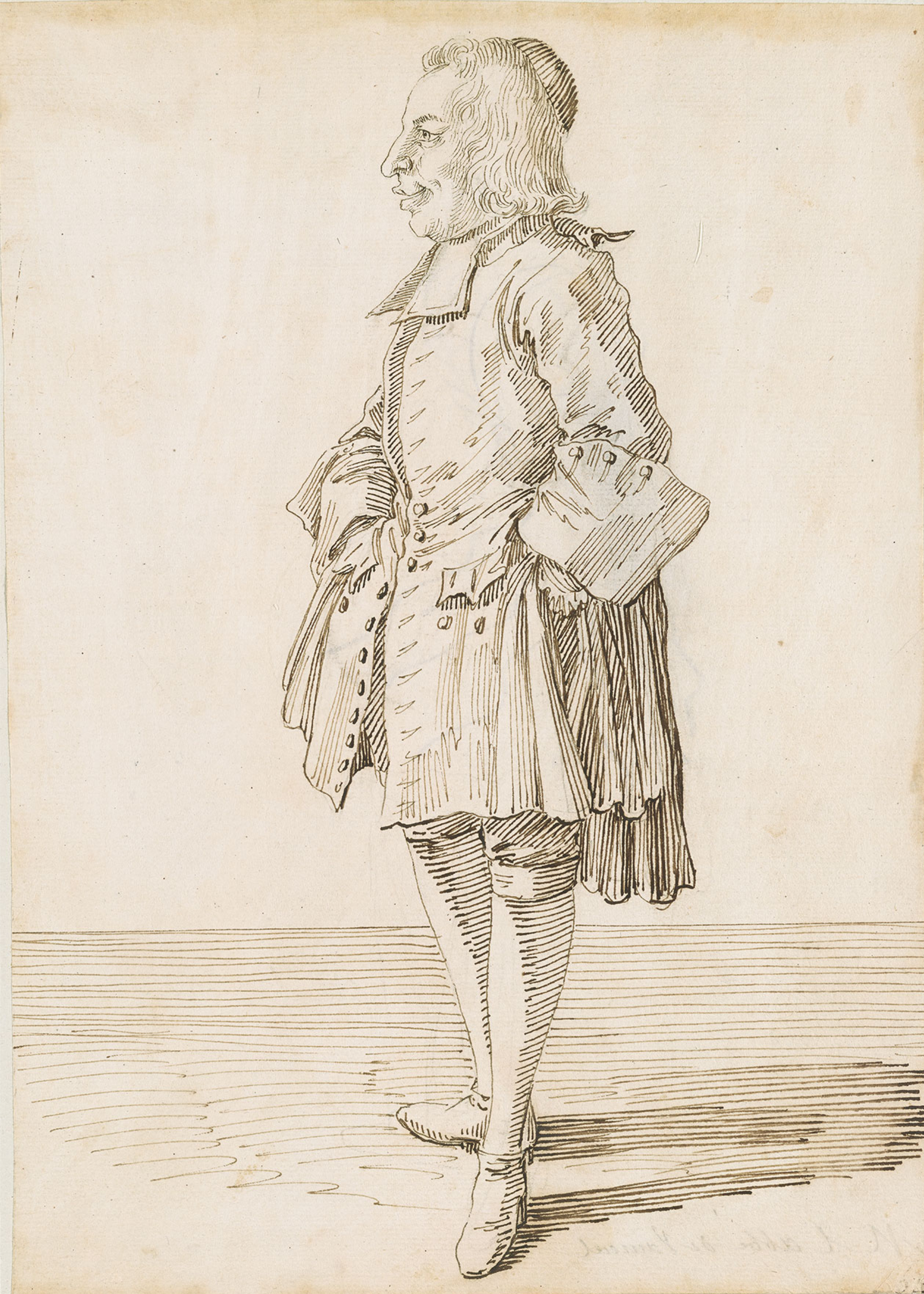
Karikatur von de Vauréal von Pier Leone Ghezzi

Vauréal war Kommendatarabt der Abtei Molesme (ab 1723), der Abtei Saint-Aubin d’Angers (ab 1742) und der Abtei Jouy. Als Bischof von Rennes bekämpfte er den Jansenismus maßvoll und war beim Volk wegen seiner Mildtätigkeit beliebt. Außer Gelegenheitsschriften sind von ihm keine Werke bekannt.